# مايا الزهراني
مايا عبدالرحمن الزهراني ( Arabic: مايا عبدالرحمن الزهراني (مواليد 21 أكتوبر 2008) هي لاعبة كرة قدم سعودية تلعب في مركز الدفاع مع نادي الأهلي السعودي للسيدات.

## المسيرة الكروية
بدأت الزهراني اللعب مع نادي جدة برايد في موسم 2022/2023 من دوري الدرجة الأولى السعودي للسيدات.
وفي الموسم التالي 2023/2024 انتقلت الزهراني إلى النادي الأهلي للمشاركة في مباريات الدوري السعودي للسيدات وأيضًا كقائدة لفريق تحت 17 سنة في النسخة الأولى من بطولة الدوري السعودي للسيدات تحت 17 سنة.
في موسم 2024/2025، واصلت مايا الزهراني اللعب مع نادي الأهلي في الدوري السعودي للسيدات 2024-2025 ، بينما استمرت كقائدة لفريق تحت 17 سنة في النسخة الثانية من بطولة السيدات السعودية تحت 17 سنة.

## المسيرة الدولية
في فبراير 2023، اختيرت الزهراني ضمن تشكيلة المنتخب الأول تحت 17 عامًا لمواجهة الكويت في مباراتين وديتين.
في 21 أكتوبر 2024، انضمت الزهراني إلى منتخب السعودية للسيدات تحت 20 سنة للعب مباراتين وديتين ضد طاجيكستان في جدة.